# Solenoceridae
Famille
Les Solenoceridae sont une famille de crustacés décapodes de la super-famille des Penaeoidea, dont les représentants ressemblent à des crevettes.
Ce sont les bouquets ou salicoques. Cette famille a été créée par James Wood-Mason (1846-1893) en 1891.

## Liste des genres
Selon World Register of Marine Species (7 avril 2015) :
- genre Cryptopenaeus de Freitas, 1979 -- 5 espèces
- genre Gordonella Tirmizi, 1960 -- 3 espèces
- genre Hadropenaeus Pérez Farfante, 1977 -- 4 espèces
- genre Haliporoides Stebbing, 1914 -- 2 espèces
- genre Haliporus Spence Bate, 1881 -- 3 espèces
- genre Hymenopenaeus Smith, 1882 -- 18 espèces
- genre Maximiliaeus Chan, 2012 -- 1 espèce
- genre Mesopenaeus Pérez Farfante, 1977 -- 3 espèces
- genre Pleoticus Spence Bate, 1888 -- 3 espèces
- genre Solenocera Lucas, 1849 -- 43 espèces

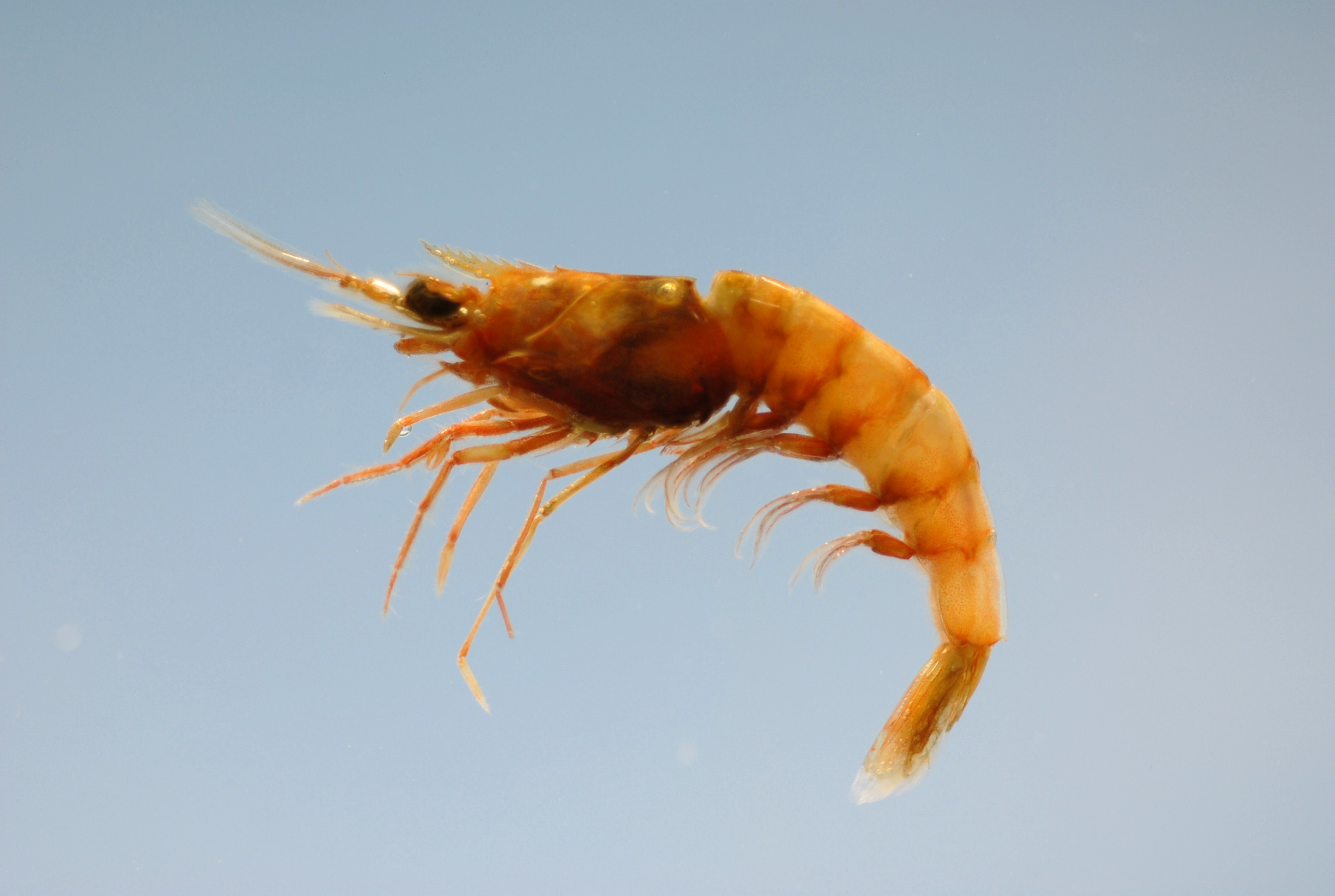
Mesopenaeus tropicalis
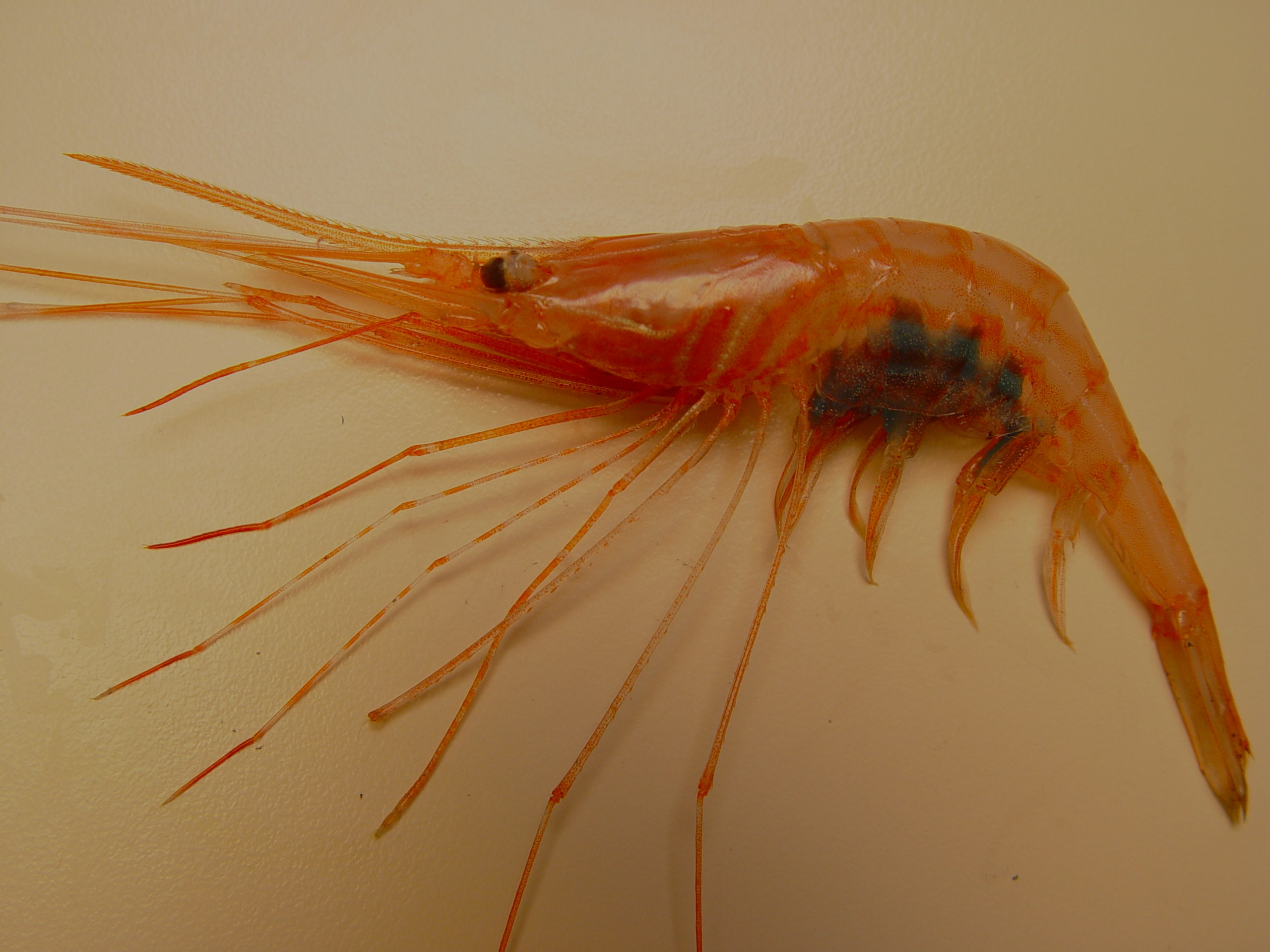
Pleoticus robustus
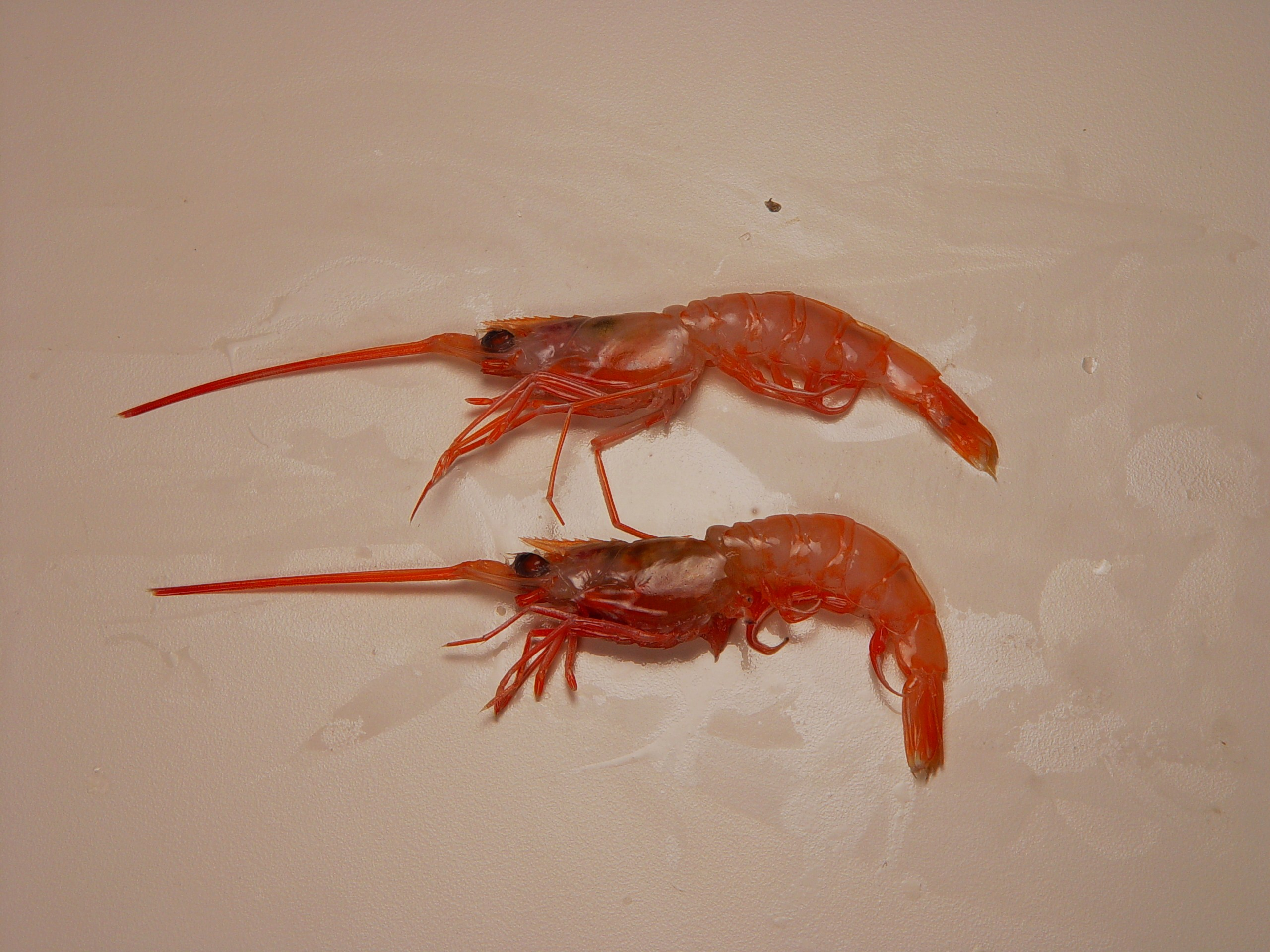
Solenocera vioscai